# Bank Spółdzielczy w Rymanowie
Bank Spółdzielczy w Rymanowie – bank spółdzielczy z siedzibą w Rymanowie w Polsce. Bank zrzeszony jest w Banku Polskiej Spółdzielczości SA.

## Historia
W 1875 w Rymanowie powstało Towarzystwo Zaliczkowe. W późniejszym okresie rymanowski bank występował pod nazwami Rymanowska Kasa Katolicka dla Rzemieślników i Rolników, Bank Spółdzielczy w Rymanowie (1942 - 1950), Gminna Kasa Spółdzielcza w Rymanowie (1950 - 1957 - w 1950 na mocy dekretu o reformie bankowej, banki spółdzielcze przekształcone zostały w gminne kasy spółdzielcze, a ich samodzielność i samorządność ograniczone), Kasa Spółdzielcza w Rymanowie (1957 - 1961). Od 1961 funkcjonuje on pod obecną nazwą.
W sierpniu 1994 BS w Rymanowie zrzeszył się w Banku Gospodarki Żywnościowej S.A., lecz już w październiku 1994 przystąpił do Banku Regionalnego w Rzeszowie, który w 2002 wszedł w skład Banku Polskiej Spółdzielczości.
W 2000 Bank Spółdzielczy w Rymanowie połączył się z Bankami Spółdzielczymi w Chorkówce, Jedliczu i Nowym Żmigrodzie.

## Władze
W skład zarządu banku wchodzą:
- prezes zarządu
- wiceprezes zarządu
- 1 członek zarządu

Czynności nadzoru banku sprawuje 7-osobowa rada nadzorcza.

## Placówki
- Centrala w Rymanowie, ul. Rynek 14
- oddziały:
  - Chorkówka
  - Jedlicze
  - Krosno
  - Nowy Żmigród
- filie:
- - Jasło
  - Krosno (2)
  - Gorlice
  - Tarnów
- punkty kasowe:
  - Rymanów-Zdrój
  - Lubatowa
  - Zręcin
  - Krosno (5)
  - Krempna
  - Jedlicze
  - Krościenko Wyżne